# Eagle Lake, Florida
Eagle Lake är en ort (city) i Polk County, Florida, USA.